# 丹尼尔·麦克唐纳
丹尼尔·麦克唐纳（英語：Daniel MacDonald，1908年10月9日—1979年10月10日），加拿大男子摔跤运动员。他曾代表加拿大参加1928年和1932年夏季奥林匹克运动会摔跤比赛，其中1932年奥运会获得一枚银牌。